# José Martiniano Pereira de Alencar
José Martiniano Pereira de Alencar (16 de octubre de 1794 - 15 de marzo de 1860) fue un político, periodista y sacerdote brasileño, padre del famoso novelista brasileño José de Alencar y del diplomático Barón Leonel Martiniano de Alencar. También era abuelo de Mario y Augusto Cochrane de Alencar.
Miembro de la Revuelta Pernambucana junto a su madre Bárbara Pereira de Alencar y sus hermanos Tristão Gonçalves y Carlos José dos Santos, y miembro de la Confederación del Ecuador, fue senador de Ceará y luego gobernador de Ceará, de 1834 a 1837, y nuevamente de 1840 a 1841.

## Biografía
Nació en Crato el 16 de octubre de 1794, hijo del Capitán José Gonçalves dos Santos y Bárbara Pereira de Alencar. Sus padres eran ricos terratenientes que poseían importantes propiedades en Ceará. Se convirtió en sacerdote a temprana edad, probablemente cuando tenía veinte años. Participó en la revolución de 1817 y en la Confederación del Ecuador. También jugó un papel crucial en la Independencia de Brasil. Su participación en este evento a favor de Pedro I de Brasil aseguró su éxito político y su longevidad para los años venideros.
Fue nombrado senador por la provincia de Ceará desde el 2 de mayo de 1832 hasta su muerte, ejerciendo el cargo de senador durante toda su vida. Fue también presidente de la provincia de Ceará en dos ocasiones, del 6 de octubre de 1834 al 25 de noviembre de 1837 y del 20 de octubre de 1840 al 6 de abril de 1841. Antes de la Primera República Brasileña, el Brasil Imperial estaba formado por provincias en lugar de estados. Estos eran gobernados por presidentes en lugar de gobernadores como en la era actual. En 1834 fundó la Logia Masónica "União e Beneficência" en Fortaleza.
Su casa, conocida como "Casa de José de Alencar", es un monumento catalogado por el Instituto del Patrimonio Histórico y Artístico Nacional. El lugar está ubicado en el barrio Messejana del municipio de Fortaleza y fue la residencia particular de José de Alencar durante el período en que fue presidente del estado. Fue uno de los políticos más influenciales y famosos de la era Imperial del Brasill.

## Descendencia
Aunque era sacerdote, mantuvo una relación amorosa con su prima hermana, Ana Josefina de Alencar. Tendrían los siguientes hijos:
- José Martiniano de Alencar; casado en 1864 con Georgiana Augusta da Gama Cochrane, con descendencia. Un político y escritor muy influyente que sigue siendo un ícono de la literatura brasileña hasta el día de hoy.
- Leonel Martiniano de Alencar; nunca se casó pero tuvo al menos cuatro hijos con la boliviana Gregoria Eloísa Ayoroa Deheza. También fue un influyente político y diplomático que fue ennoblecido por Pedro II de Brasil .
- Tristão de Alencar
- María de Alencar; casada con José Collaço Brandão de Veras, con descendencia.
- Joaquina de Alencar; casada en 1863 con Joaquim Bento de Sousa Andrade.
- Agustina de Alencar
- Carlos de Alencar; se casó varias veces con descendencia.

Todos ellos fueron reconocidos por el último testamento de José Martiniano Pereira de Alencar como hijos suyos con su prima Ana Josefina de Alencar.